# 吉野丸 (徳島県)
吉野丸（よしのまる）は、徳島県那賀郡那賀町と海部郡海陽町の境にある山である。標高1,116.5m。

## 地理
スズタケに覆われ、山頂はわかりにくい。
山頂西端に三角点がある。展望は良く、北西に石立山・剣山、北に平家平、西方に海部山系、南に太平洋も見える。